# Issues
Az Issues az amerikai Nu metal együttes, a Korn negyedik albuma. Világszerte több mint 9 milliót adtak el belőle.

## Album információk
Az albumnak négy különböző borítója van, mindegyiket Korn rajongók készítették az MTV által kiírt pályázatra. A győztes Alfredo Carlos lett, egy kibelezett játékmedvével, a másik három borító limitált kiadásokban jelent meg.
Az albumról a Falling Away from Me-t lehetett először hallani a South Park egyik részében, a A kalóz-kísértet rejtélyében, 1999. október 27-én, egy Halloweeni részben. Az együttes tagjai megjelentek a részben, mint rajzfilmfigurák, mindenki magának kölcsönözte a hangját, és erősen a Scooby Doo-féle nyomozást parodizálták.
Az album tartalmaz 5 rövidebb számot (1, 4, 7, 9, 14), melyek keverve vannak a hagyományos hosszúságú számokkal. Az Issues az első olyan Korn album, amelyik nem tartalmaz rejtett számot, csak zajt az album végén.
Az album kiadása előtt egy nappal szokatlan koncertet adott elő a Korn az Apolló színházban, New Yorkban, és élőben leadta több rádióállomás is. Ezzel az előadással a Korn a második olyan fehér zenei előadó lett (és az első rock együttes), amelyik szerepelt az Apollóban, a legendás Buddy Holly után, az '50-es évek végén. A Korn az egész albumot eljátszotta, ráadásként pedig több régebbi számukat is. Vendégként fellépett a koncerten a NYPD (New York-i rendőrség) dob- és skót duda-együttese, melyeket Richard Gibbs, Davis egy közeli barátja vezényelt.
Az Issues egy speciális kiadásában mellé rakták az All Mixed Up EP-t, ami külön is megjelent.

## Fogadtatás
Habár az album sokféle kritikát kapott, mégis nagyon sikeres lett. Az album az első helyen debütált az USA-ban, 576 000 db-ot adtak el belőle a megjelenést követő héten, és háromszoros platinalemez lett az első hónap után. Az együttes azt állította a Greatest Hits, Volume 1 válogatásalbum mellé adott könyvben, hogy ők nem akartak részei lenni a populáris trendeknek, irányzatoknak, és a saját értékeiket szerették volna képviselni. Ezen az albumon csökkentették a Hip Hop elemeket a korábbiakhoz képest, így a hangzása jobban hasonlít az Industrial és az Alternatív metalra. Az együttes bevalotta, hogy amikor Brendan O'Briennel dolgoztak, ő sokkal jobban összpontosított a zenére, nem engedte őket bulizni, és sokkal kevesebb ital volt akkor, különösen Jon Davis részére, aki egy évvel korábban szokott le az alkoholról.

## Számok listája
1. Dead – 1:12
2. Falling Away From Me – 4:30
3. Trash – 3:27
4. 4 U – 1:42
5. Beg for Me – 3:53
6. Make Me Bad – 3:55
7. It's Gonna Go Away – 1:30
8. Wake Up – 4:07
9. Am I Going Crazy – 0:59
10. Hey Daddy – 3:44
11. Somebody Someone – 3:47
12. No Way" – 4:08
13. Let's Get This Party Started – 3:41
14. Wish You Could Be Me – 1:07
15. Counting – 3:37
16. Dirty – 7:50

- A "Dirty"-nek vége van 3:43-kor és 4 perc 7 másodperc zaj követi.
  - Némelyik verzióban 3:46-kor van vége, és nem követi zaj.

## Listás helyezések
| Év   | Lista             | Helyezés |
| ---- | ----------------- | -------- |
| 1999 | The Billboard 200 | 1        |
| 1999 | Ausztrália: ARIA  | 1        |

## Közreműködők
- Jonathan Davis – ének, skót duda, programozás
- Brian "Head" Welch – gitár
- Reginald "Fieldy" Arvizu – basszusgitár, programozás
- James "Munky" Shaffer – ritmusgitár
- David Silveria – dobok
- Brendan O' Brien – producer

## Külső hivatkozások
A Korn hivatalos honlapja